# Tornareccio
Tornareccio est une commune de la province de Chieti dans la région des Abruzzes en Italie.

## Administration
| Période                                  | Période  | Identité          | Étiquette | Qualité |
| ---------------------------------------- | -------- | ----------------- | --------- | ------- |
| 14 juin 2004                             | En cours | Luigi Iacovanelli |           |         |
| Les données manquantes sont à compléter. |          |                   |           |         |

### Hameaux
Collecase, San Giovanni, Torricchio

### Communes limitrophes
Archi, Atessa